# Ngenechén
Ngenechen (noto anche come Ngunechen, Nguenechen, Guenechen o Guinechen) è uno dei più importanti spiriti Ngen della religione tradizionale mapuche, nonché la più importante divinità del loro pantheon.
In origine Ngenechen era solo lo spirito Ngen "governatore del popolo Mapuche", e non un dio della creazione ma, grazie al sincretismo con la religione cattolica, è diventato l'"Essere Supremo" della religione mapuche, e sinonimo del Dio delle religioni abramitiche.